# Botinec (település)
Botinec (1910 és 1991 között Botinec Stupnički) falu Zágráb közigazgatási területén Horvátországban, a főváros déli részén. Ma Zágráb Novi Zagreb – zapad városnegyedéhez tartozik.

## Fekvése
Zágráb városközpontjától 8 km-re délnyugatra, az A3-as autópálya Zágrábot elkerülő szakasza mentén, az azonos nevű városrésztől délre, Odranski Obrežtől északra, Gornji Čehitől nyugatra fekszik. Nyugati részét a Brezovicára és Odranski Obrežre vezető dr. Lujo Naletilić utca szeli át. Botinev egykori önálló településként a mainál jóval nagyobb volt, de 1991-ben egy részét Zágráb városához csatolták. Így ma két Botinec létezik, az egyik önálló falu Zágráb közigazgatási területén, a másik pedig Zágráb Novi Zagreb – zapad városnegyedének egyik része.

## Története
A település már a 18. században is létezett. A Blatnica nevet a gyakori áradások miatti sáros  területéről kapta. Az első katonai felmérés térképén „Blatnicza” néven található. Lipszky János 1808-ban Budán kiadott repertóriumában „Bottinecz” néven szerepel. Nagy Lajos 1829-ben kiadott művében „Botinecz” néven 8 házzal és 79 katolikus lakossal találjuk. 
A települést a 19. században Boti grófi családról nevezték el. 1848-ban a botineciek Josip Jelačićot támogatták a bánná való megválasztásában, ezért innen indult Zágrábba a báni beiktatásra. 1857-ben 77, 1910-ben 145 lakosa volt. Zágráb vármegye Szamobori járásához tartozott. 1941 és 1945 között a Független Horvát Állam része volt, majd a szocialista Jugoszlávia fennhatósága alá került.
Botinec korábbi nevén Botinec Stupnički vagy Stupnički Botinec volt. A mai település nagy részét („Stari Botinec” kivételével) a Zágrábot 1964 októberében sújtó nagy árvíz után alakították ki. Az árvíz után Botinecban és Retkovacban előregyártott egyszintes házak épültek, ahová az árvízben elpusztult lakók költöztek. A lakosság többsége a zágrábi Velesajamon való ideiglenes tartózkodás után Rudešről érkezett Botinecbe. A botineci előre gyártott házak átmeneti megoldásként lettek kialakítva és az ide költöztetett lakosoknak megígérték, hogy néhány év alatt rendes lakást kapnak, de ezt az ígéret soha nem teljesítették. A harminc Botineci utcát Blago Vranković nyelvészporfesszor, az akkori utcaneveket adó bizottság tagjának indítványára a horvát irodalom alkotóiról és szereplőről nevezték el. 
1991-től a független Horvátország része. 1991-ben lakosságának 75%-a horvát, 17%-a montenegrói, 8%-a szerb nemzetiségű volt. 1991-ben a település nagyobb részét Zágráb városához csatolták és annak egyik városrésze lett. Ezzel Botinec elveszítette területének és lakosságának döntő részét. A megmaradt településnek 2011-ben 9 lakosa volt.

## Népessége
| Lakosság változása | Lakosság változása | Lakosság változása | Lakosság változása | Lakosság változása | Lakosság változása | Lakosság változása | Lakosság változása | Lakosság változása | Lakosság változása | Lakosság változása | Lakosság változása | Lakosság változása | Lakosság változása | Lakosság változása | Lakosság változása |
| ------------------ | ------------------ | ------------------ | ------------------ | ------------------ | ------------------ | ------------------ | ------------------ | ------------------ | ------------------ | ------------------ | ------------------ | ------------------ | ------------------ | ------------------ | ------------------ |
| 1857               | 1869               | 1880               | 1890               | 1900               | 1910               | 1921               | 1931               | 1948               | 1953               | 1961               | 1971               | 1981               | 1991               | 2001               | 2011               |
| 77                 | 103                | 109                | 99                 | 120                | 145                | 177                | 199                | 220                | 240                | 270                | 4.964              | 5.425              | 12                 | 22                 | 9                  |

(1991-ben lakossága a Zágrábhoz csatolt rész lakosságával csökkent.)

## Nevezetességei
A L. Naletilić utca 84. szám alatt található téglából épült egyemeletes kastély a családi kápolnával egy egykori nagybirtok része volt, amelyen 1862-ben még három szőlőültetvény, valamint park és kert volt. A 19. század közepén Vranyczany Ambrus báró nyári kastélya volt, ahonnan 1848. június 4-én Josip Jelačić Zágrábba ment. A botinaci kastélynak és kápolnának a hozzájuk tartozó kerttel kultúrtörténeti, építészeti, és tájképi értéke van.

## Fordítás
Ez a szócikk részben vagy egészben  a   Botinec (samostalno naselje) című horvát Wikipédia-szócikk ezen változatának fordításán alapul.  Az eredeti cikk szerkesztőit annak laptörténete sorolja fel. Ez a jelzés csupán a megfogalmazás eredetét és a szerzői jogokat jelzi, nem szolgál a cikkben szereplő információk forrásmegjelöléseként.